# Ibach (företag)

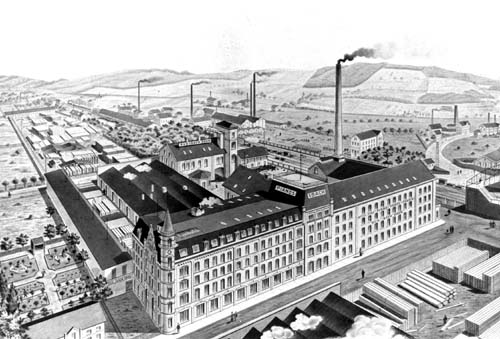
Företagets fabrik i Schwelm, cirka år 1900.

Ibach var en pianotillverkare, grundad av Johann Adolph Ibach (1766–1848).
Johann Adolph Ibach grundade 1794 en pianofortefabrik i Barmen. Pianofabriken, som 1834 fick namnet Ad. Ibach & Sohn, 1839 Ad. Ibach Söhne och 1862 C. Rudolf & Richard Ibach. Johannes Adolfs sonson Rudolf övertog firman under namnet Rud. Ibach Sohn, och förvärvade företaget världsrykte.
Pianotillverkningen upphörde den 31 december 2007 efter 213 års produktion av klaviatur, då fabriken i Schwelm stängde.